# (505657) 2014 SR339
2014 أس أر 339 (ويعرف أيضًا باسم (505657) 2014 أس أر 339 وفق تسمية الكوكب الصغير) (بالإنجليزية: 2014 SR339)‏ هو كويكب ضمن حزام الكويكبات؛ وترتيبه 505657 من حيث الاكتشاف.
اكتُشف هذا الجُرم الفلكي بواسطة مستكشف الأشعة تحت الحمراء عريض المجال في 30 سبتمبر 2014.

## وصلات خارجية
- (505657) 2014 SR339 في قاعدة بيانات مختبر الدفع النفاث لأجرام النظام الشمسي الصغيرة

- الاكتشاف · مخطط المدار ·  العناصر المدارية · المعلمات المادية

- (505657) 2014 SR339 على موقع ويكي سكاي: DSS2, SDSS, GALEX, IRAS, Hydrogen α, X-Ray, Astrophoto, Sky Map, Articles and images

قالب:الكواكب الصغيرة: 505001–506000